# 蘭馬克 (阿肯色州)
蘭馬克（英語：Landmark）是位於美國阿肯色州普拉斯基縣的一個人口普查指定地區。

## 地理
蘭馬克的座標為34°36′34″N 92°19′19″W / 34.60944°N 92.32194°W，而該地最高點為海拔高度81米（即265英尺）。

## 人口
根據2020年美國人口普查的數據，蘭馬克的面積為25.66平方千米，當中陸地面積為25.46平方千米，而水域面積為0.20平方千米。當地共有人口3585人，而人口密度為每平方千米149人。